# Рустанбег, Милан
Милан Рустанбег (хорв. Milan Rustanbeg; 14 сентября 1914, Делнице — 23 сентября 1944, Злобин) — югославский хорватский партизан времён Народно-освободительной войны Югославии, Народный герой Югославии.

## Биография
Родился 14 сентября 1914 в Делнице. В возрасте шести лет потерял родителей и уехал в Ричицу (Воеводина). Устроился работать помощником у цирюльника, спустя четыре года вернулся в Делнице и устроился работать на завод. После оккупации страны ушёл в партизанское подполье, вступив в Делницкую партизанскую роту 6 октября (уже тогда он симпатизировал коммунистам). Отличился первый раз тогда, когда с другом отправился на особо опасное задание в Делнице для ликвидации нескольких особо опасных лиц, среди которых был усташский шпион Ладислав Шпорер, который обвинялся в убийстве молодого человека. Милану удалось прорваться через колючую проволоку и многочисленные ДЗОТы, ликвидировать Шпорера и вернуться к партизанам.
Милан был отличным лыжником и командовал лыжным взводом партизан. Позднее он возглавил и всю роту. В 1942 году он был принят в КПЮ. В середине 1942 года Милан близ Литорича отбил атаку противника против Моравицкой роты, вовремя получив сведения об атаке. В июле 1942 года он возглавил молодёжную роту батальона «Горанин» из ударного батальона 2-го Приморско-Горанского партизанского отряда. В середине октября 1942 года он уже командовал батальоном имени Матии Губца в составе 6-й хорватской бригады: под его командованием батальон разбил неприятеля близ Брода-на-Купе и на дороге Црни-Луг — Герово.
Во второй половине 1943 года Милан Рустанбег отправился в Карловац, где возглавил 1-й Карловацкий партизанский отряд. В начале 1944 года Милан возглавил в Горски-Котаре 2-ю бригаду 13-й приморско-горанской дивизии. С бригадой он организовал взрыв на аэродроме Киковицы. 23 сентября 1944 во время битвы за Злобин Милан был тяжело ранен и от полученных ранений скончался.
Посмертно он был награждён званием Народного героя Югославии 27 ноября 1953. В родном городе Делнице установлен памятный бюст в Аллее Народных героев.